# The Sham Mirrors
The Sham Mirrors ist das dritte reguläre Studioalbum der norwegischen Metal-Band Arcturus. Es erschien im Jahr 2002 bei Ad Astra Enterprises und wurde über Prophecy Productions und The End Records vertrieben.

## Entstehung und Veröffentlichung
Da es Anfang der 2000er Jahre ruhig um Arcturus wurde und die Veröffentlichung des letzten regulären Studioalbums La Masquerade Infernale bereits einige Jahre zurücklag, entstanden Gerüchte, die Band habe sich aufgelöst. Doch 2000 wurde mit Aufnahmen für ein neues Album begonnen. Sie fanden bis 2002 in diversen Studios statt.
Der Bassist Hugh Steven James Mingay hatte die Band in der Zwischenzeit verlassen und wurde durch Dag F. Gravem ersetzt, wirkte aber als Gastmusiker auf The Sham Mirrors mit. Weitere Gastmusiker bei den Aufnahmen waren Ihsahn (Gesang) und Mathias Eick (Waldhorn). Tore Ylwizaker von Ulver mischte das Album im Ambassaden Studio ab, Tom la Bomba masterte es bei Strype Audio. The Sham Mirrors wurde auf CD und LP veröffentlicht, in Polen außerdem auf Cassette. Auf den CDs der Erstauflage von Prophecy Productions befindet sich fälschlicherweise der Aufdruck „Promotional Copy“.

## Titelliste
Steinar Sverd Johnsen ist der alleinige Komponist aller Stücke; die Liedtexte zu „Collapse Generation“ und „Radical Cut“ wurden von Jørn H. Sværen geschrieben, die übrigen von Trickster G. Rex. Der Titel des siebten Liedes wurde einem kurzen Prosatext Samuel Becketts entlehnt.
1. Kinetic – 5:25
2. Nightmare Heaven – 6:05
3. Ad Absurdum – 6:48
4. Collapse Generation – 4:13
5. Star-Crossed – 5:01
6. Radical Cut – 5:08
7. For to End Yet Again – 10:33

## Stil
The Sham Mirrors ist mit vielen Genre-typischen Riffs, Soli und Doublebass-Passagen sowie Ihsahns Black-Metal-Kreischen auf „Radical Cut“ im Vergleich zum theatralischen Vorgängeralbum mehr im Metal verwurzelt. Doch auch auf diesem Album finden sich Einflüsse aus anderen Musikstilen, z. B. neoklassizistische Pianoläufe und Orchestrierung, elektronische Samples und Effekte oder die vertrackten Rhythmen des Progressive Rock sowie Trip-Hop-Beats.
Trickster G. Rex’ Gesang ist abwechslungsreich; er reicht von Flüstern und tiefem Sprechgesang bis zum Falsett, kann hymnisch oder theatralisch sein und bisweilen auch elektronisch verfremdet.

## Rezeption
William York von Allmusic findet, dass die „unerwarteten Wendungen und verschachtelten Liedstrukturen“ des Albums gut durch „einprägsame und bewegende Melodien“ ausbalanciert werden. Rezensionen auf den Babyblauen Seiten und im Rock Hard fallen durchweg positiv aus.

„Hier wird, absolut ohne Ausfall, eine knappe Dreiviertelstunde lang eine exzellente Mischung aus eben dieser orchestralen Schwere, progressiver Vertracktheit, metallischer Härte und postmoderner Abgehobenheit zelebriert.“

„Dieses Album hat alles. Es beschreibt große Gefühle, es enthält grenzenlos schöne Musik – von der Klassik über den Einfluss der Siebziger bis hin zu den schwarzmetallischen Wurzeln der Protagonisten.“

The Sham Mirrors konnte sich eine Woche in den finnischen Charts platzieren.